# Romell Quioto
Romell Quioto, né le 9 août 1991 à Balfate, est un footballeur international hondurien qui évolue au poste d'ailier à Al-Najma SC.

## Carrière

### En club
Après des performances remarquées avec le CD Olimpia dans son pays natal, Quioto signe avec le Dynamo de Houston en Major League Soccer le 23 décembre 2016. Contributeur régulier pour la franchise texane avec son compatriote Alberth Elis sur le front de l'attaque, il remporte la Coupe des États-Unis en 2018. Mais la saison 2019 est plus difficile et ses relations avec l'entraîneur Wilmer Cabrera puis son successeur Davy Arnaud se détériorent, au point qu'il annonce sur ses réseaux sociaux ne pas retourner à Houston en 2020.
Le 20 novembre 2019, il est envoyé à l'Impact de Montréal en échange du défenseur argentin Victor Cabrera ainsi qu'un montant d'allocation monétaire de 100 000 dollars,.

### En équipe nationale
Il honore sa première sélection en équipe du Honduras le 29 février 2012, en amical contre l'Équateur (défaite 2-0).
Il participe avec la sélection hondurienne à la Gold Cup 2015. Le Honduras est éliminé dès le premier tour de la compétition.
Il dispute ensuite les Jeux olympiques de 2016, où le Honduras termine quatrième, ratant de peu la médaille de bronze. Quioto dispute six matchs lors du tournoi olympique organisé au Brésil, inscrivant un but contre l'Algérie.

## Statistiques

### En club
| Saison                | Club                  | Championnat               | Championnat | Championnat | Coupe(s) nationale(s) | Coupe(s) nationale(s) | Compétition(s) continentale(s) | Compétition(s) continentale(s) | Compétition(s) continentale(s) | Séries | Séries | Honduras | Honduras | Total | Total |
| Saison                | Club                  | Division                  | M.          | B.          | M.                    | B.                    | Comp.                          | M.                             | B.                             | M.     | B.     | M.       | B.       | M.    | B.    |
| 2009-2010             | CDS Vida              | Liga Nacional (Clô.)      | 9           | 2           | -                     | -                     | -                              | -                              | -                              | -      | -      | -        | -        | 9     | 2     |
| 2010-2011             | CDS Vida              | Liga Nacional (Ouv.+Clô.) | 15          | 1           | -                     | -                     | -                              | -                              | -                              | -      | -      | -        | -        | 15    | 1     |
| 2011-2012             | CDS Vida              | Liga Nacional (Ouv.+Clô.) | 26          | 8           | -                     | -                     | -                              | -                              | -                              | -      | -      | 1        | 0        | 27    | 8     |
| 2012-2013             | CDS Vida              | Liga Nacional (Clô.)      | 13          | 2           | -                     | -                     | -                              | -                              | -                              | -      | -      | -        | -        | 13    | 2     |
| 2013-2014             | CDS Vida              | Liga Nacional (Ouv.)      | 16          | 6           | -                     | -                     | -                              | -                              | -                              | -      | -      | -        | -        | 16    | 6     |
| Sous-total            | Sous-total            | Sous-total                | 79          | 19          | 0                     | 0                     | -                              | 0                              | 0                              | 0      | 0      | 1        | 0        | 80    | 19    |
| 2012-2013             | Wisła Cracovie (prêt) | Ekstraklasa               | 9           | 0           | 2                     | 0                     | -                              | -                              | -                              | -      | -      | -        | -        | 11    | 0     |
| 2013-2014             | CD Olimpia            | Liga Nacional (Clô.)      | 19          | 5           | -                     | -                     | -                              | -                              | -                              | -      | -      | 1        | 0        | 20    | 5     |
| 2014-2015             | CD Olimpia            | Liga Nacional (Ouv.+Clô.) | 35          | 17          |                       |                       | LCC                            | 5                              | 2                              | -      | -      | 8        | 0        | 48    | 19    |
| 2015-2016             | CD Olimpia            | Liga Nacional (Ouv.+Clô.) | 30          | 9           |                       |                       | LCC                            | 3                              | 0                              | -      | -      | 10       | 2        | 43    | 11    |
| 2016-2017             | CD Olimpia            | Liga Nacional (Ouv.)      | 12          | 7           |                       |                       | LCC                            | 2                              | 2                              | -      | -      | 7        | 2        | 21    | 11    |
| Sous-total            | Sous-total            | Sous-total                | 96          | 38          | 0                     | 0                     | -                              | 10                             | 4                              | 0      | 0      | 26       | 4        | 132   | 46    |
| 2017                  | Dynamo de Houston     | MLS                       | 22          | 7           | 0                     | 0                     | -                              | -                              | -                              | 4      | 0      | 13       | 3        | 39    | 10    |
| 2018                  | Dynamo de Houston     | MLS                       | 32          | 6           | 4                     | 2                     | -                              | -                              | -                              | -      | -      | 3        | 1        | 39    | 9     |
| 2019                  | Dynamo de Houston     | MLS                       | 18          | 2           | 0                     | 0                     | LCC+LCup                       | 4+1                            | 0+0                            | -      | -      | 4        | 0        | 27    | 2     |
| Sous-total            | Sous-total            | Sous-total                | 72          | 15          | 4                     | 2                     | -                              | 5                              | 0                              | 4      | 0      | 20       | 4        | 105   | 21    |
| 2020                  | Impact de Montréal    | MLS                       | 20          | 8           | -                     | -                     | LCC                            | 4                              | 1                              | 1      | 1      | -        | -        | 25    | 10    |
| 2021                  | CF Montréal           | MLS                       | 19          | 8           | 1                     | 1                     | -                              | -                              | -                              | -      | -      | 7        | 4        | 27    | 13    |
| 2022                  | CF Montréal           | MLS                       | 24          | 14          | 1                     | 0                     | LCC                            | 3                              | 1                              | -      | -      | 7        | 1        | 35    | 16    |
| Sous-total            | Sous-total            | Sous-total                | 63          | 30          | 2                     | 1                     | -                              | 7                              | 2                              | 1      | 1      | 14       | 5        | 87    | 39    |
| Total sur la carrière | Total sur la carrière | Total sur la carrière     | 319         | 102         | 8                     | 3                     | -                              | 22                             | 6                              | 5      | 1      | 61       | 13       | 415   | 125   |

### Buts internationaux
| Buts internationaux de Romell Quioto | Buts internationaux de Romell Quioto | Buts internationaux de Romell Quioto                      | Buts internationaux de Romell Quioto | Buts internationaux de Romell Quioto | Buts internationaux de Romell Quioto | Buts internationaux de Romell Quioto    | Buts internationaux de Romell Quioto |
|                                      | Date                                 | Lieu                                                      | Adversaire                           | Score                                | Résultat                             | Compétition                             | Notes                                |
| ------------------------------------ | ------------------------------------ | --------------------------------------------------------- | ------------------------------------ | ------------------------------------ | ------------------------------------ | --------------------------------------- | ------------------------------------ |
| 1.                                   | 10 février 2016                      | Estadio Doroteo Guamuch Flores, Guatemala City, Guatemala | Guatemala                            | 1-0                                  | 1-3                                  | Match amical                            |                                      |
| 2.                                   | 29 mars 2016                         | Estadio Olímpico Metropolitano, San Pedro Sula, Honduras  | Salvador                             | 2-0                                  | 2-0                                  | Éliminatoires de la Coupe du monde 2018 |                                      |
| 3.                                   | 2 septembre 2016                     | Estadio Olímpico Metropolitano, San Pedro Sula, Honduras  | Canada                               | 2-1                                  | 2-1                                  | Éliminatoires de la Coupe du monde 2018 |                                      |
| 4.                                   | 15 novembre 2016                     | Estadio Olímpico Metropolitano, San Pedro Sula, Honduras  | Trinité-et-Tobago                    | 1-0                                  | 3-1                                  | Éliminatoires de la Coupe du monde 2018 |                                      |
| 5.                                   | 13 juin 2017                         | Estadio Rommel Fernández, Panama, Panama                  | Panama                               | 1-0                                  | 2-2                                  | Éliminatoires de la Coupe du monde 2018 |                                      |
| 6.                                   | 5 septembre 2017                     | Estadio Olímpico Metropolitano, San Pedro Sula, Honduras  | États-Unis                           | 1-0                                  | 1-1                                  | Éliminatoires de la Coupe du monde 2018 |                                      |
| 7.                                   | 10 octobre 2017                      | Estadio Olímpico Metropolitano, San Pedro Sula, Honduras  | Mexique                              | 3-2                                  | 3-2                                  | Éliminatoires de la Coupe du monde 2018 |                                      |

## Palmarès
CD Olimpia
- Champion du Honduras en 2014 (clôture), 2015 (clôture) et 2016 (clôture)

 Dynamo de Houston
- Vainqueur de la Coupe des États-Unis en 2018